# Kollhólar
Kollhólar är en kulle i republiken Island. Den ligger i regionen Norðurland vestra, 120 km norr om huvudstaden Reykjavík. Toppen på Kollhólar är 403 meter över havet, eller 145 meter över den omgivande terrängen. Bredden vid basen är 11,9 km.
Trakten runt Kollhólar är nära nog obefolkad, med mindre än två invånare per kvadratkilometer. Det finns inga samhällen i närheten. Trakten runt Kollhólar består i huvudsak av gräsmarker.